# Sergej Rjabko
Sergej Rjabko (Сергей Рябко; Mosca, 25 marzo 1995) è uno speedcuber russo due volte campione europeo nel 2012 e nel 2010. È l'unico cuber ad essere riuscito nell'impresa di vincere due competizioni di livello continentale o mondiale per più di una volta, per di più di fila..

## Storia
Rjabko si è messo in mostra nel 2010 quando è riuscito a vincere, contro ogni previsioni, i campionati europei, ottenendo inoltre il record nazionale sulla media di 5 tentativi. L'anno successivo partecipa ai campionati del mondo riuscendo ad entrare in finale e classificandosi 9º. Nel 2012 partecipa ai campionati europeo in Polonia a Breslavia riuscendo a bissare il risultato dell'edizione precedente. È l'unico cuber insieme a Mats Valk e a Paolo Moriello ad essere entrato in finale nella categoria 3x3x3 agli europei del 2010 e 2012 e ai mondiali del 2011. Ha vinto i campionati russi nel 2010 e nel 2011, ed è attualmente il campione in carica, dato che nel 2012 non si sono disputati.

Oltre al Cubo di Rubik non ha ottenuto grandi risultati negli altri puzzle WCA e non ha mai stabilito fino ad oggi un record europeo o mondiale. È comunque considerato uno dei migliori speedcuber al mondo, considerando che riesce ad esprimere il meglio di sé anche negli eventi più importanti.

## Record
Come menzionato prima Sergej Rjabko ha ottenuto alcuni record nazionali (in grassetto i record che attualmente detiene):
| Categoria | Singolo | Media | Open                            | Note          |
| --------- | ------- | ----- | ------------------------------- | ------------- |
| 3x3       | 7.68    |       | MNW Open 2012                   |               |
| 3x3       | 7.80    |       | World Rubik's Championship 2011 |               |
| 3x3       | 8.21    |       | MPEI Open 2010                  |               |
| 3x3       | 9.56    |       | Euro 2010                       | Turno Finale  |
| 3x3       | 10.19   |       | Euro 2010                       | Secondo Turno |
| 3x3       |         | 8.89  | Euro 2012                       |               |
| 3x3       |         | 9.06  | Oleksandriia Open 2012          |               |
| 3x3       |         | 9.37  | MPEI Open 2011                  |               |
| 3x3       |         | 9.91  | World Rubik's Championship 2011 |               |
| 3x3       |         | 10.05 | MPEI Open 2010                  |               |
| 3x3       |         | 10.31 | Euro 2010                       | Turno Finale  |
| 3x3       |         | 11.10 | Euro 2010                       | Secondo Turno |
| 3x3       |         | 12.20 | Euro 2010                       | Primo Turno   |
| 4x4       | 52.15   |       | Bialystok Open 2011             |               |
| 4x4       | 53.25   |       | Euro 2010                       |               |
| 3x3 OH1   | 16.83   |       | Kyiv Open 2011                  |               |
| 3x3 OH    | 17.41   |       | Bialystok Open 2011             | Turno Finale  |
| 3x3 OH    | 18.31   |       | Bialystok Open 2011             | Primo Turno   |
| 3x3 OH    |         | 21.12 | Bialystok Open 2011             |               |
| 3x3 OH    |         | 25.33 | Euro 2010                       |               |
| 3x3 FM2   | 26      |       | MPEI Open 2012                  |               |

1 Risoluzione con una mano.

2 Risoluzione nel minor numero di mosse.